# Palestinské raketové útoky na Izrael

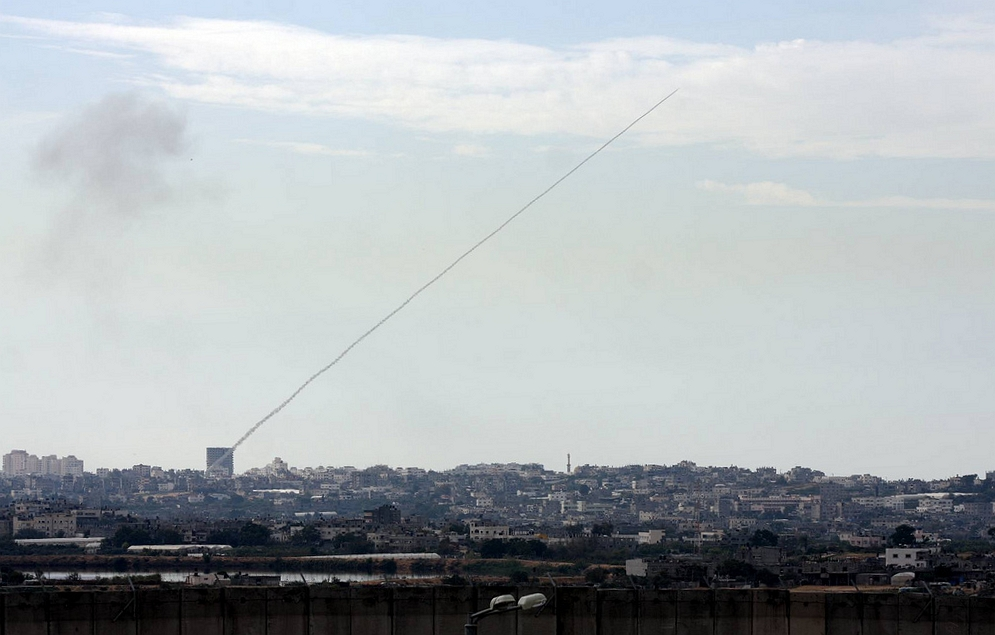
Raketa vypálená z Pásma Gazy na Izrael (2008)

Od roku 2001 vypálili palestinští ozbrojenci v rámci pokračujícího arabsko-izraelského konfliktu desítky tisíc raket a minometných granátů na Izrael z Pásma Gazy. Tyto útoky, které jsou široce odsuzovány za to, že jsou zaměřeny proti civilistům, byly Organizací spojených národů, Evropskou unií a izraelskými představiteli označeny za terorismus a lidskoprávními organizacemi Amnesty International a Human Rights Watch jsou definovány jako válečné zločiny. Mezinárodní společenství považuje nerozlišující útoky za nezákonné podle mezinárodního práva. Palestinští ozbrojenci tvrdí, že útoky jsou reakcí na izraelskou blokádu Pásma Gazy. Palestinská autonomie tyto útoky odsoudila a tvrdí, že podkopávají mír.
V letech 2004–2014 bylo při těchto útocích zabito 27 izraelských civilistů, 5 cizinců, 5 vojáků Izraelských obranných sil a nejméně 11 Palestinců a zraněno více než 1900 osob. Hlavním účinkem útoků je způsobení rozsáhlého psychického traumatu a narušení každodenního života izraelského obyvatelstva. Lékařské studie ve Sderotu, izraelském městě nejblíže Pásmu Gazy, zdokumentovaly téměř 50% výskyt posttraumatické stresové poruchy u malých dětí, jakož i depresí a potratů. Průzkum veřejného mínění z března 2013 ukázal, že většina Palestinců nepodporuje odpalování raket na Izrael z Pásma Gazy (pouze 38 % tyto dotázaných tyto útoky podporuje). Další průzkum provedený v září 2014 zjistil, že 80 % Palestinců podporuje útoky, pokud Izrael neumožní neomezený přístup do Pásma Gazy. Tyto útoky způsobily zrušení letů na mezinárodním letišti Ben Guriona.
Zpočátku využívali ozbrojenci rakety krátkého doletu, které zasahovaly především Sderot a další vesnice poblíž Pásma Gazy. V roce 2006 začaly být nasazovány sofistikovanější rakety, které byly schopny zasáhnout pobřežní město Aškelon, a počátkem roku 2009 byly nasazeny raketomety Kaťuša, WS-1B a BM-21 Grad. V roce 2012 byla města Jeruzalém a Tel Aviv zasažena raketami místní výroby „M-75“, respektive íránskými raketomety Fadžr-5, a v červenci 2014 bylo poprvé zasaženo severní město Haifa. Mimo jiné bylo na Jižní distrikt vypáleno několik minometných granátů, které obsahovaly bílý fosfor, který ozbrojenci získali recyklováním nevybuchlé munice používané Izraelem při bombardování Pásma Gazy.
Izraelská obrana zahrnuje opevnění škol a autobusových zastávek a také poplašný systém nazvaný Červená barva. Systém protivzdušné obrany Iron Dome, který má zachytit rakety krátkého doletu, Izrael vyvinul a poprvé nasadil na jaře 2011 na ochranu Beer Ševy a Aškelonu. Někteří úředníci a odborníci varovali, že systém není zcela účinný. Krátce po nasazení systém zachytil první palestinskou raketu.
Od vypuknutí druhé intifády v září 2000 do března 2013 bylo na Izrael vypáleno 8 749 raket a 5 047 minometných granátů, zatímco Izrael provedl v Pásmu Gazy několik vojenských operací, mimo jiné operace Duha, Dny pokání, Letní déšť, Podzimní mraky, Horká zima, Lité olovo, Pilíř obrany, Ochranné ostří a Obránce zdí.